# CONTOUR
CONTOUR (The COmet Nucleus TOUR) byla kometární sonda americké kosmické agentury NASA, která měla v rámci programu Discovery zkoumat jádra dvou komet. Sonda byla zničena po pokusu dostat se na heliocentrickou dráhu. Cíle mise nebyly splněny.

## Cíle mise
Primárním cílem mise byl průlet kolem dvou kometárních jader a jejich průzkum s možností návštěvy ještě třetí některé známé nebo do té doby neobjevené komety. Byly zvoleny komety Encke a Schwassmann-Wachmann 3, třetím možným cílem mohla být kometa d'Arrest. Vědci doufali, že se mezi roky 2006 a 2008 objeví ve vnitřních částech sluneční soustavy nová, zatím neznámá kometa, kterou by sonda CONTOUR mohla prozkoumat. Sonda měla kometární jádra snímat s rozlišením 4 m, provádět jejich spektrální zmapování s rozlišením 100–200 m a získat detailní data o složení plynu a prachu v okolí jádra.

## Konstrukce sondy

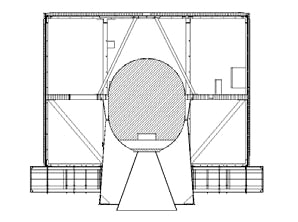
Schéma sondy CONTOUR, ukazující vnitřní raketový motor na tuhá paliva

Sonda měla tvar osmibokého hranolu o výšce 1,8 m a šířce 2,1 m. Čelo sondy tvořil širší štít, který chránil ostatní přístroje při průletech kolem komet. Celková hmotnost sondy CONTOUR byla 1005 kg, včetně paliva hydrazinu a urychlovacího stupně Star 30BP. Elektrická energie byla získávána ze solárních panelů na těle sondy, navržených pro operace ve vzdálenostech mezi 0,75 a 1,3 AU od Slunce. Při průletech kolem komet byla sonda tříose stabilizovaná, v přeletových fázích byla stabilizovaná rotací. Pro zpracování příkazů a vědeckých dat, řízení orientace jsou použity počítače vybavené mikroprocesory Mongoose V. Komunikace s řídícím střediskem byla zajištěna vysokoziskovou anténou o průměru 0,45 m podporující přenos dat s rychlostí do 85 kbit/s. Data a snímky byly ukládány ve dvou 3,3 Gb paměťových médiích s kapacitou 600 snímků.
Sonda byla vybavena čtyřmi hlavními vědeckými přístroji:
- kamera a spektrometr CRISP (Contour Remote Imager/Spectrograph)
- kamera CAI (Contour Aft Imager)
- analyzátor plynu CIDA (Comet Impact Dust Analyser)
- spektrometr NGIMS (Neutral Gas and Ion Mass Spectrometer)

## Průběh letu

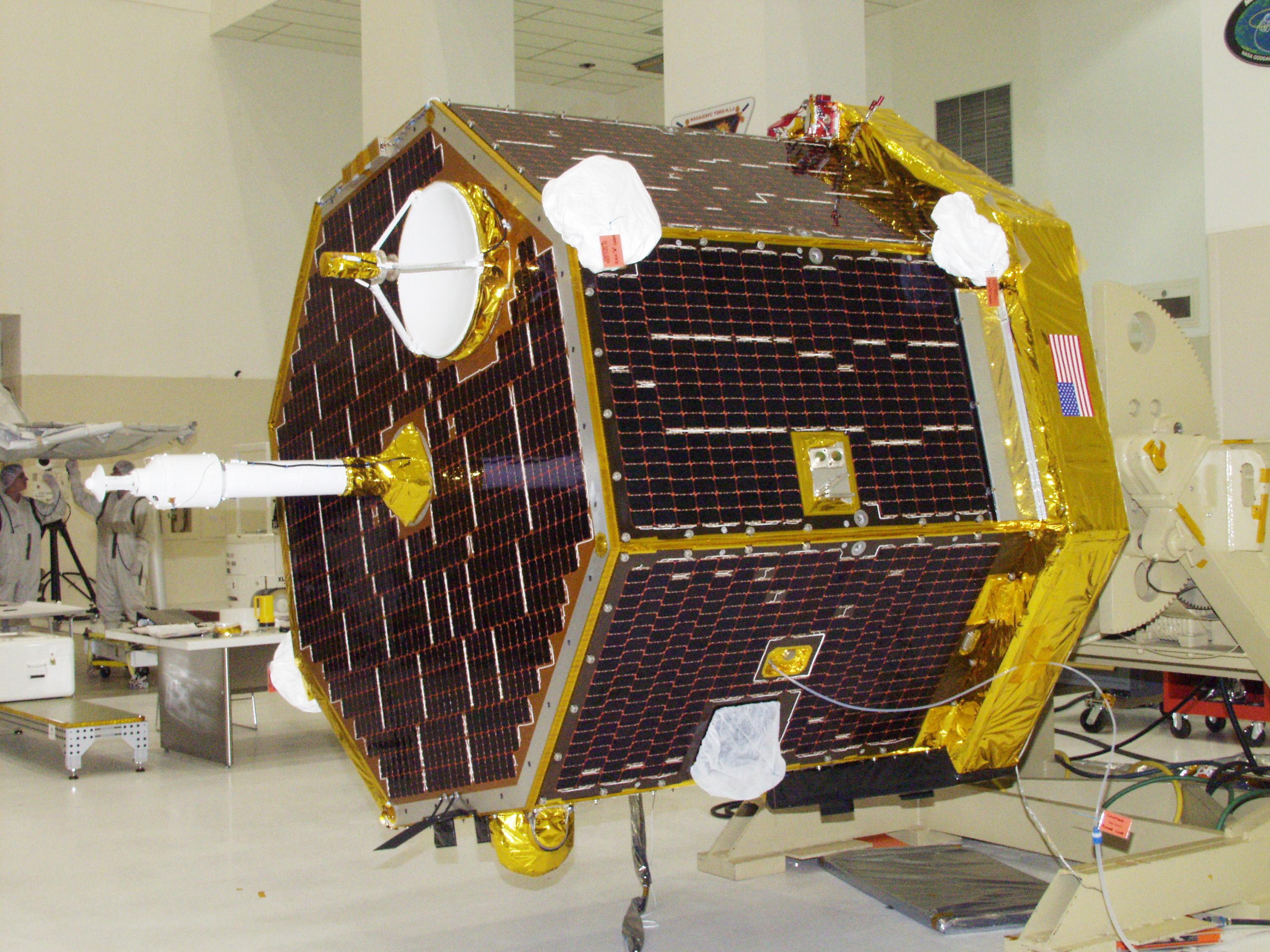
CONTOUR před startem

Sonda CONTOUR úspěšně odstartovala s pomocí rakety Delta 7425 z kosmodromu Cape Canaveral Air Force Station 3. července 2002 v 6:47:41 UT. Následovala série manévrů upravujících oběžnou dráhu. 15. srpna 2002 byl vyslán příkaz k zážehu urychlovacího stupně Star 30, který měl vyvést sondu z gravitačního vlivu Země na heliocentrickou dráhu. V předpokládané době, kdy měla sonda potvrdit úspěšnost manévru, se nepodařilo navázat spojení.
Na předpokládané trajektorii byly pomocí pozemních dalekohledů nalezeny tři objekty, pravděpodobně trosky sondy. Technici se pomocí sítě DSN (Deep Space Network) pokoušeli navazovat spojení až do 20. prosince 2002, kdy byla sonda prohlášena za ztracenou.